# Bianca Pitzorno
Bianca Pitzorno (Sassari, Cerdeña, 1942) es una escritora italiana que actualmente vive y trabaja en Milán.
Ha publicado más de cuarenta libros, que han sido traducidos a diversos idiomas. En 1970, publicó su primer libro, un álbum ilustrado para niños titulado «La mayor reunión de los vaqueros», con el que ganó un concurso. En los años siguientes, continuó escribiendo libros para niños, mientras trabajaba como programadora de televisión.

## Biografía
Había tomado sus estudios clásicos en la escuela de su ciudad el Liceo classico Domenico Alberto Azuni y a los 17 años había colaborado en el diario de su ciudad. Para continuar sus estudios clásicos, se trasladó a la Universidad de Cagliari, donde se graduó con una licenciatura en arqueología prehistórica.
Durante sus años universitarios comienza a interesarse por el cine; escribió y puesta en escena algunos textos teatrales; escribe guiones y realiza documentales. Durante cinco años, participó en el Festival Internacional de Cine de Locarno como miembro del 'Jurado Joven'.
En 1968 se trasladó a Milán y se matriculó en la Facultad de Comunicación, con especialización en Cine y Televisión.
Al mismo tiempo asistió, como auditrice, la Escuela Municipal de Arte Dramático en el Piccolo Teatro di Milano dirigida por Paolo Grassi y Giorgio Strehler.
En 1970 fue contratada en el Centro de Producción de la RAI de Milán, donde trabajó en "Programas de televisión Culturales" y para los niños.

## Obras literarias
- Il grande raduno dei cow boy – Edizioni Svizzere della Gioventù,1970
- Sette Robinson su un'isola matta – Mondadori, 2000 (pubblicato in prima edizione da Bietti nel 1973)
- Clorofilla dal cielo blu – Mondadori, 1991 (pubblicato in prima edizione da Bietti nel 1974) en español Clorofila del cielo azul, Anaya, 2007
- L'amazzone di Alessandro Magno – Mondadori, 2004 (publicada la 1ª ed. de Rusconi en 1977)
- La giustizia di Re Salomone – Rusconi, 1978
- Extraterrestre alla pari – Einaudi 1991 (pubblicato in prima edizione da La Sorgente nel 1979)
- La bambina col falcone – Salani, 1992 (pubblicato in prima edizione da Bruno Mondadori nel 1982)
- La casa sull'albero – Mondadori, 1990 ( pubblicato in prima edizione da Le Stelle nel 1984) La casa del árbol, Anaya, 2005 ISBN 9788420777719
- L'incredibile storia di Lavinia – Edizioni EL, 1985 en español La increíble historia de Lavinia, Editorial Anaya, 2013
- La bambola dell'alchimista – Mondadori,1988
- Streghetta mia – Edizioni Elle, 1988
- Parlare a vanvera – Mondadori, 1989
- Speciale Violante – Mondadori, 1989
- Principessa Laurentina – Mondadori, 1990
- Ascolta il mio cuore – Mondadori, 1991 en español Eschùcame el corazón, Sabina, Madrid, 2008
- Sulle tracce del tesoro scomparso – Mondadori, 1992
- Polissena del Porcello – Mondadori, 1993
- Diana, Cupìdo e il Commendatore – Mondadori, 1994
- La bambola viva – Mondadori, 1995
- Re Mida ha le orecchie d'asino – Mondadori, 1996
- La voce segreta – Mondadori, 1998 en español La voz secreta, Editorial Gente Nueva, El Vedado, Havana, Cuba, 2014
- A cavallo della scopa – Mondadori, 1999
- Incantesimi e starnuti – Mondadori, 2000
- Tornatràs – Mondadori, 2000
- Gli amici di Sherlock, serie de 12 títulos escritos assieme a Roberto Piumini – Mondadori, 2002-2003
- Quando eravamo piccole – Mondadori, 2002
- La bambinaia francese – Mondadori, 2004
- Giulia bau e i gatti gelosi – Mondadori, 2004
- Una scuola per Lavinia – Mondadori, 2005
- Magie di Lavinia & C. – Mondadori, 2005
- Dame, mercanti e cavalieri – Mondadori, 2007
- Il nonno selvaggio – Mondadori, 2007
- Violante & Laurentina – Mondadori, 2008

## Ensayos
- Manuale del giovane scrittore creativo – Mondadori, 1996
- Come si scrive un romanzo – Bompiani, 1996: breve saggio per adulti pubblicato in un manuale che include anche interventi di Gesualdo Bufalino, Umberto Eco, Rosetta Loy, Luigi Malerba, Sebastiano Vassalli e altri
- Storia delle mie storie – Pratiche, 1995
- Le bambine dell'Avana non hanno paura di niente – Il Saggiatore, 2006
- Scrittori sardi, in Cartas de logu: scrittori sardi allo specchio (a cura di Giulio Angioni), Cuec 2007, 187-192.
- Vita di Eleonora d'Arborea – Mondadori, 2010